# 38684 Velehrad
38684 Velehrad è un asteroide della fascia principale. Scoperto nel 2000, presenta un'orbita caratterizzata da un semiasse maggiore pari a 3,9553477 UA e da un'eccentricità di 0,1958779, inclinata di 1,56690° rispetto all'eclittica.